# Terroni (saggio)
Terroni. Tutto quello che è stato fatto perché gli italiani del Sud diventassero Meridionali è un libro del giornalista e scrittore Pino Aprile, diventato uno dei principali best seller italiani del 2010, con 250 000 copie vendute. L'autore racconta, secondo la sua visione, come è nata e si è evoluta la situazione socio-economica del Meridione, divenendo problema nazionale. Il libro propone una lettura generale del Meridionalismo e della situazione del Meridione, dall'Unità d'Italia ai giorni nostri.
Il 23 gennaio 2023 è uscita presso l'editore Libreria Pienogiorno una nuova edizione, riveduta e ampliata, intitolata Il nuovo Terroni. La versione definitiva del bestseller che ha riscritto per sempre la storia d'Italia.

## Trama
Il libro è diviso in 9 capitoli:
- Diventare meridionali
- Briganti in famiglia
- La strage
- Dispari opportunità
- I meridionali non hanno cultura industriale
- I patriarchi
- La cattiva strada
- Educazione alla minorità
- Il Sud ha le piaghe. Per fortuna

Nei primi tre capitoli l'autore racconta come si è giunti all'unità d'Italia, evidenziando abusi fatti dai cosiddetti nordisti nei confronti dei civili.

Nei restanti capitoli, Pino Aprile racconta come, sempre secondo la sua analisi, i danni inflitti al Mezzogiorno non si siano limitati solo alla fase precedente l'Unità d'Italia, ma come questi si siano sviluppati e commessi soprattutto nel post-unitarismo e dopo la nascita della Repubblica Italiana, con una spesa pubblica concentrata nel Nord Italia che sarebbe divenuto industrializzato anche grazie alla dismissione di molte industrie del Sud (su questo argomento cita nel 5º capitolo la storia di Mongiana, piccolo paese calabrese, e del suo Polo siderurgico). Secondo Aprile vi sono differenze di trattamento degli investimenti statali, ordinari e molto più cospicui quelli fatti al Nord, straordinari ma con bassa incidenza sul PIL nazionale quelli fatti al Sud.

Il libro si chiude con un capitolo dedicato alla storia della Salerno-Reggio Calabria, grande incompiuta ed infrastruttura simbolo del Meridione e su come i Meridionali si siano oramai abituati a questo senso di minorità rispetto ai settentrionali, accettando ingiurie e discriminazioni verbali. Il libro racconta anche alcuni primati raggiunti da imprese e città meridionali e proprio per questo vengono viste come anormali in quanto verificatesi nel Sud.
(Giordano Bruno Guerri)

## Critiche
(Salvatore Lupo)
Lo storico Salvatore Lupo in una sua intervista dichiara di considerare il libro di Pino Aprile all'interno di un "filone che con il Risorgimento non ha nulla a che vedere, perché mescola alla rinfusa fatti accertati con eventi immaginari", evidenziando inoltre la poca chiarezza nell'indicare le fonti storiche utilizzate.

## Riduzioni teatrali
Dal libro è stato tratto uno spettacolo di teatro canzone: Terroni - Centocinquant'anni di menzogne, con Roberto D'Alessandro e le musiche di Mimmo Cavallo.

## Edizioni
- Pino Aprile, Terroni, Casale Monferrato, Edizioni Piemme, 2010, ISBN 978-88-566-1273-8.
- Pino Aprile, Il nuovo Terroni, Libreria Pienogiorno, 2023, ISBN 9791280229793.